# Listă de episcopi ai Aradului
Prima listă a episcopilor ortodocși ai Aradului a fost stabilită de Sinesie Jivanovici, episcop între anii 1751-1768, de la începuturile episcopiei până la el: Series Episcoporum Aradiensium ab anno 1695-to A doua listă a episcopilor arădeni a fost întocmită de Dimitrie Țichindeal într-o scrisoare adresată episcopului unit Samuil Vulcan de la Oradea la 17 august 1815. O altă listă de la începuturile episcopiei arădene până la 1929 a fost pubicată fără date cronologice cu ocazia centenarului instalării primului episcop român al Aradului, Nestor Ioanovici. 
Preotul profesor Gheorghe Ciuhandu stabilește corect anii de păstorire a fiecărui episcop până la moartea lui Sinesie Jivanovici (14 martie 1768), iar preotul Ioan Rusu a publicat, pentru prima dată, scurte date biografice despre cei dintâi episcopi ai Aradului. Preotul Gheorghe Lițiu a publicat informații biografice mai ample ale episcopilor arădeni de la Isaia Diacovici până la Andrei Magieru, adică întreaga perioadă de la 1706 până la 1950.

## Episcopi ortodocși sârbi ai Aradului
- Isaia Diacovici (1706-1708)
- Ioanichie Martinovici (1710-1721)
- Sofronie Ravanicianin (1722-1726)
- Vichentie Ioanovici (1726-1731)
- Isaia Antonovici (1731-1748)
- Pavel Nenadovici (1748-1749)
- Sinesie Jivanovici (1751-1768)
- Pahomie Cnezevici (1770-1783)
- Petru Petrovici (1783-1786)
- Pavel Avacumovici (1786-1815)

## Episcopi ortodocși români ai Aradului
- Nestor Ioanovici (1829-1830)
- Gherasim Raț (1835-1850)
- Procopie Ivașcovici (1853-1873)
- Miron Romanul (1873-1874)
- Ioan Mețianu (1874-1898)
- Iosif Ioan Goldiș (1899-1902)
- Ioan Ignatie Papp (1903-1925)
- Grigorie Comșa (1925-1935)
- Andrei Magieru (1936-1960)
- Nicolae Corneanu (1960-1962)
- Teoctist Arăpașu (1962-1973)
- Visarion Aștileanu (1973-1984)
- Timotei Seviciu (1984-2009)

### Arhiepiscopi ortodocși ai Aradului
- Timotei Seviciu (2009-prezent)